# Phép toán ba ngôi
Trong toán học, một phép toán ba ngôi là một phép toán đa ngôi với số ngôi là 3. Một phép toán ba ngôi trên tập hợp A sẽ lấy bất kỳ ba phần tử nào của A và kết hợp chúng thành một phần tử đơn nhất của A. Một ví dụ của một phép toán ba ngôi là tích trong một đống.
Trong khoa học máy tính, một toán tử ba ngôi là một toán tử với ba đối số. Các đối số và kết quả có thể có các loại khác nhau. Nhiều ngôn ngữ lập trình sử dụng cú pháp ngôn ngữ C cho phép một toán tử ba ngôi, ?:, dùng định nghĩa biểu thức có điều kiện. Vì toán tử này thường là toán tử ba ngôi duy nhất trong ngôn ngữ, đôi khi nó chỉ được gọi là "toán tử ba ngôi". Trong một số ngôn ngữ, toán tử này được gọi là "toán tử điều kiện". Một ví dụ khác cho toán tử ba ngôi là between, dùng trong SQL.